# Blaindorf
Blaindorf est une ancienne commune autrichienne du district de Hartberg en Styrie qui fait actuellement partie de la commune de Feistritztal.